# 백한

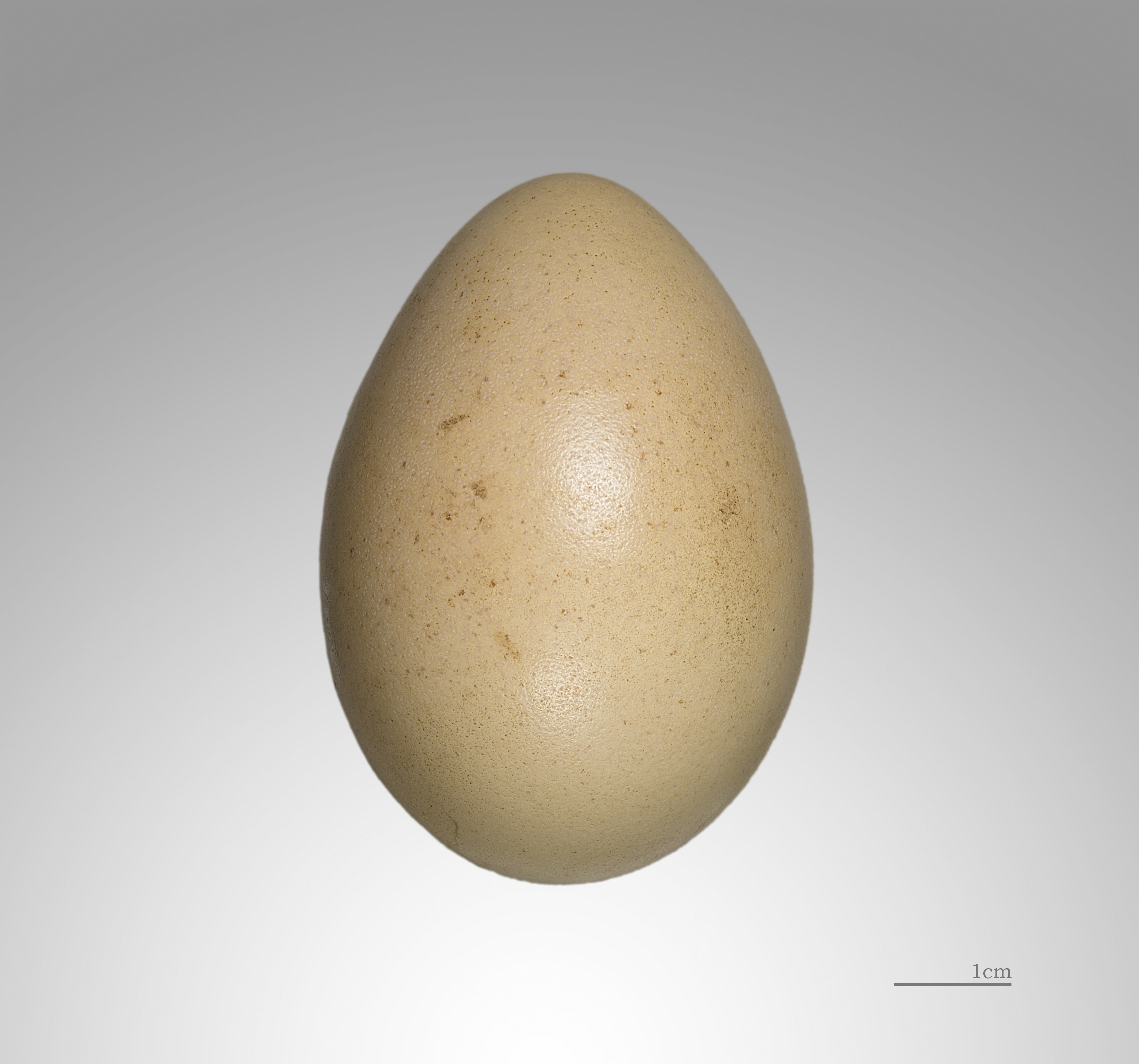
알

백한(白鷳, 학명: Gennaeus nycthemerus)은 인도차이나·남중국 원산의 꿩과에 속하는 조류이다. 꽁지깃은 약 60cm. 뺨과 볏은 붉은 피부가 그대로 드러나있다. 금계·은계처럼 애완용으로 기르는데, 체질이 강인하고 번식이 쉬우나 번식기의 수컷은 특히 사나우므로 발톱을 깎아준다. 미국·하와이 제도에 일부 개체가 유입되어 야생화되어 있다.

## 외모
머리쪽에 짙은 갈색의 댕기모양 같은 깃이 있다.흑색과 백색이 구분되어 있으며 다리는 붉은색이다.

## 아종
15종의 아종이 존재한다.
- Lophura nycthemera occidentalis
- Lophura nycthemera rufipes
- Lophura nycthemera ripponi
- Lophura nycthemera jonesi
- Lophura nycthemera omeiensis
- Lophura nycthemera rongjiangensi
- Lophura nycthemera beaulieui
- Lophura nycthemera nycthemera
- Lophura nycthemera whiteheadi
- Lophura nycthemera fokiensis
- Lophura nycthemera berliozi
- Lophura nycthemera beli
- Lophura nycthemera engelbachi
- Lophura nycthemera lewisi
- Lophura nycthemera annamensis